# Польские споминки
Польские споминки пол. spominki, лат. notae — название, данное в польской историографии XIX в. небольшим, не являющимся, как правило, цельным произведением историческим заметкам, сохранившимся в качестве приписок и отдельных текстов в ряде польских средневековых рукописей. Ближайшим аналогом «польских споминок» являются Византийские малые хроники.

## Гнезненские заметки (965—1383)
Гнезненские заметки пол. Spominki Gnieznienskie -
Издания:
- Spominki Gnieznienskie / wydal A. Bielowski // MPH, Tomus 3. Lwow. 1878, p. 42-45[1].

Переводы на русский язык:
- Гнезненские споминки (965—1383) в переводе А. С. Досаева на сайте Восточная литература

## Плоцкие и сохачевские заметки (1055—1462)
Плоцкие и сохачевские заметки пол. Spominki plockie i sochaczewskie -
Издания:
- Spominki plockie i sochaczewskie / wydal A. Bielowski // MPH, Tomus 3. Lwow. 1878, p. 118—124[1].

Переводы на русский язык:
- Плоцкие и сохачевские заметки (1055—1462) в переводе А. С. Досаева на сайте Восточная литература

## Вислицкие заметки (1079—1544)
Вислицкие заметки пол. Spominki Wislickie — написанные в XV и XVI вв. на латинском языке исторические заметки в составе вислицких рукописей, собранные в XIX в. А. Беловским и впервые изданные в 3-м томе «Памятников польской истории» (Monumenta Poloniae historica). Охватывают период с 1079 по 1544 гг. и содержат сведения главным образом по местной и польской истории.
Издания:
- Spominki Wislickie / wydal A. Bielowski // MPH, Tomus 3. Lwow. 1878, p. 124—126[1].

Переводы на русский язык:
- Вислицкие споминки (1079—1544) в переводе А. С. Досаева на сайте Восточная литература

## Краковские заметки (1132—1170)
Краковские заметки пол. Spominki Krakowskie -
Издания:
- Spominki Krakowskie / wydal A. Bielowski // MPH, Tomus 3. Lwow. 1878, p. 52[1].

Переводы на русский язык:
- Краковские споминки (1132—1170) в переводе А. С. Досаева на сайте Восточная литература

## Познанские заметки (1257—1278)
Познанские заметки пол. Spominki Poznanskie -
Издания:
- Spominki Poznanskie / wydal A. Bielowski // MPH, Tomus 3. Lwow. 1878, p. 52[1].

Переводы на русский язык:
- Познанские споминки (1257—1278) в переводе А. С. Досаева на сайте Восточная литература

## Львовские заметки (965—1486)
Львовские заметки пол. Spominki Lwowskie -
Издания:
- Spominki Lwowskie / wydal A. Bielowski // MPH, Tomus 3. Lwow. 1878, p. 250—251[1].

Переводы на русский язык:
- Львовские споминки (965—1486) в переводе А. С. Досаева на сайте Восточная литература

## Заметки монахинь вроцлавской обители св. Клары (1257—1682)
Заметки монахинь вроцлавской обители святой Клары пол. Spominki Klarysek wroclawskich, лат. Notae monalium sanctae Clarae Wratislaviensium — содержат несколько записей из истории вроцлавской обители клариссинок и доведённый до 1682 г. перечень аббатис. Сохранились в 2-х рукописях XIV и XV вв. (с позднейшими приписками). Охватывают период с 1257 по 1682 гг.
Издания:
- Notae monalium sanctae Clarae Wratislaviensium. Архивировано 7 июля 2012 года. / ed. W. Arndt // MGH SS. T. 19. Hannover, 1866, p. 533—536[3].

- Spominki Klarysek wroclawskich / wydal A. Bielowski // MPH, Tomus 3. Lwow. 1878, p. 691—695[1].

Переводы на русский язык:
- Заметки монахинь вроцлавской обители святой Клары (1257—1682) в переводе А. С. Досаева на сайте Восточная литература

## Влоцлавекские заметки и эфемериды (1296—1366)
Влоцлавекские заметки и эфемериды пол. Kalendarz Wladyslawski, Spominki Wladyslawskie, лат. Ephemerides et notae Wladislavienses — составлены не позднее XIV в. на латинском языке во Влоцлавеке. Охватывают период с 1296 по 1366 гг. Содержат сведения как по местной, так и по общепольской истории, а также по истории взаимоотношений Польши с Литвой и Тевтонским орденом.
Издания:
- Ephemerides et notae Wladislavienses. Архивировано 7 июля 2012 года. / ed. W. Arndt, R. Roepell // MGH SS. Bd. XIX. Hannover. 1866, p. 687—689[4].

- Ephemerides Wladislavienses. Архивировано 13 июля 2012 года. / ed. W. Arndt, R. Roepell // Scriptores rerum Germanicarum in usum scholarum ex MGH recudi fecit. 1866, p. 115—119[5].

- Notae Wladislavienses. Архивировано 7 июля 2012 года. / ed. W. Arndt, R. Roepell // Scriptores rerum Germanicarum in usum scholarum ex MGH recudi fecit. 1866, p. 119—120[6].

- Kalendarz Wladyslawski / ed. A. Bielowski // MPH, T. 2. Lwow, 1872, p. 941—944[7].

- Spominki Wladyslawskie / ed. A. Bielowski // MPH, T. 2. Lwow, 1872, p. 944—945[7].

Переводы на русский язык:
- Влоцлавекские эфемериды (1296—1366) в переводе А. С. Досаева на сайте Восточная литература

- Влоцлавекские заметки (1346—1353) в переводе А. С. Досаева на сайте Восточная литература

## Люблинские заметки (1456—1497)
Люблинские заметки пол. Spominki Lubelskie, лат. Notae Lublinenses — содержат несколько записей по истории францисканского монастыря в Люблине с 1456 по 1497 гг. Сохранились в рукописи XV в.
Издания:
- Notae Lublinenses. Архивировано 8 июля 2012 года. / ed. R. Roepell et W. Arndt // MGH SS. T. XIX. Hannover, 1866, p. 663[9].

- Spominki Lubelskie / wydal A. Bielowski // MPH, Tomus 3. Lwow. 1878, p. 254—255[1].

Переводы на русский язык:
- Люблинские заметки (1456—1497) в переводе А. С. Досаева на сайте Восточная литература

## Смешанные заметки (994—1492)
Смешанные заметки пол. Spominki Mieszane — написанные на латинском языке собранные из разных рукописей А. Беловским заметки связанные с главным образом с историей Силезии, польско-литовских и польско-орденских отношений. Охватывают период с 994 по 1492 гг.
Издания:
- Spominki Mieszane / wydal A. Bielowski // MPH, Tomus 3. Lwow. 1878, p. 228—231[1].

Переводы на русский язык:
- Смешанные споминки (994—1492) (недоступная ссылка) в переводе А. С. Досаева на сайте Восточная литература